# Hollywood (1923)
Hollywood is een Amerikaanse komische stomme film uit 1923, onder regie van James Cruze. De film is beroemd geworden omdat er cameo's in voorkomen van meer dan vijftig beroemde Hollywoodsterren uit die tijd. De film is wellicht zoekgeraakt.

## Verhaal
Angela Whitaker (Hope Drown), een nobele onbekende, is samen met haar grootvader Joel Whitaker (Luke Cosgrave) naar Hollywood gekomen om actrice te worden. Aan het einde van de eerste dag heeft ze nog geen werk gevonden, maar haar grootvader wel.

## Rolverdeling
| Acteur           | Personage            |
| ---------------- | -------------------- |
| Hope Drown       | Angela Whitaker      |
| Luke Cosgrave    | Joel Whitaker        |
| George K. Arthur | Lem Lefferts         |
| Ruby Lafayette   | Grandmother Whitaker |
| Harris Gordon    | Dr. Luke Morrison    |
| Bess Flowers     | Hortense Towers      |
| Eleanor Lawson   | Margaret Whitaker    |
| King Zany        | Horace Pringle       |

## Cameo's
- Roscoe 'Fatty' Arbuckle
- Gertrude Astor
- Mary Astor
- Agnes Ayres
- Baby Peggy
- Noah Beery
- William Boyd
- Charles Chaplin
- Edythe Chapman
- Betty Compson
- Ricardo Cortez
- Bebe Daniels
- Cecil B. DeMille
- William C. deMille
- Charles de Rochefort
- Douglas Fairbanks Sr.
- Dot Farley
- James Finlayson
- Sid Grauman
- Alan Hale Sr.
- Hope Hampton
- William S. Hart
- Jack Holt
- Leatrice Joy
- J. Warren Kerrigan
- Lila Lee
- Jacqueline Logan
- Jeanie Macpherson
- May McAvoy
- Robert McKim
- Thomas Meighan
- Bull Montana
- Owen Moore
- Nita Naldi
- Pola Negri
- Anna Q. Nilsson
- Charles Ogle
- Guy Oliver
- Jack Pickford
- Mary Pickford
- ZaSu Pitts
- Wallace Reid
- Charles Reisner
- Fritzi Ridgeway
- Dean Riesner
- Will Rogers
- Ford Sterling
- Anita Stewart
- Gloria Swanson
- Estelle Taylor
- Ben Turpin
- Bryant Washburn
- Laurence Wheat
- Lois Wilson

## Trivia
- Deze langspeelfilm is een opvolger van de kortfilm A Trip to Paramountown uit 1922, een documentaire over het tienjarig bestaan van Paramount waarin ook tal van Paramount-sterren een cameo hadden.